# Pupi di zucchero
I pupi di zucchero (in siciliano: pupi di zùccaru) sono dolci della tradizione siciliana che vengono preparati in occasione della festa dei morti. Si tratta di statuette cave di zucchero colorato, riproducenti paladini o generiche figure maschili e femminili.

## Storia
L'origine di questo dolce sembra risalire al 1574 quando fu organizzata una cena in onore della visita di Enrico III per la quale il cuoco Sansovino creò delle sculture di zucchero. Altre fonti farebbero risalire questa specialità al tempo degli Arabi.

## Preparazione[6]
Si scioglie lo zucchero in acqua, si aggiunge succo di limone e si fa bollire fino a fonderlo, mescolando durante la bollitura. Si versa lo zucchero fuso in appositi stampi di gesso o terracotta, che si mettono nel forno per farli rassodare, poi si lasciano raffreddare. Si tolgono delicatamente le statuette dagli stampi e si colorano con apposite tinture vegetali commestibili.